# Jean-Claude Fernandes
Jean-Claude Fernandes est un footballeur et entraîneur français, né le 8 novembre 1972 à Longjumeau. Il évoluait au poste de milieu défensif. 
Il est le père de Charlotte Fernandes, joueuse professionnelle de football évoluant au FC Fleury 91.

## Biographie

### Carrière de joueur
Fernandes commence le football à Morangis avant d'intégrer le centre de formation du Paris Saint-Germain en 1987 et de devenir champion de France cadets en 1988.
Il intègre le groupe professionnel en 1993, année du second titre du club, titre auquel il prend part en participant à la 4e journée du championnat contre le FC Sochaux-Montbéliard, disputant 28 minutes de jeu.
Les deux saisons suivantes, Jean-Claude est prêté à l'AS Nancy-Lorraine, club avec lequel il remporte la division 2 en 1996.
En fin de contrat après son prêt de deux ans, il reste en D2 et s'engage à La Berrichonne de Châteauroux. En 1998, il est victime d'une grave blessure qui le pousse à quitter le football professionnel à seulement 25 ans.
Après sa blessure, il s'engage en décembre 1998 avec le club amateur du Sainte-Geneviève Sports en CFA2 et y joue durant quatre saisons.

### Carrière d'entraîneur
Entré dans le staff du Sainte-Geneviève Sports après avoir raccroché les crampons, il en devient l'entraîneur en 2002. En 2004, il obtient la montée du club en CFA.
En 2007, il quitte son poste d'entraîneur pour prendre celui de coordinateur, parallèlement à un poste de responsable du service transports de la mairie de Sainte-Geneviève-des-Bois.
En 2008, il fait venir un ancien camarade au centre de formation du PSG, Emmanuel Dorado, pour devenir l'entraîneur du Sainte-Geneviève Sports.

## Palmarès
- Paris Saint-Germain
  - Vainqueur du Championnat de France Cadets en 1988.
  - Vainqueur du Championnat de France en 1994.

- AS Nancy-Lorraine
  - Vainqueur du Championnat de France de Division 2 en 1996.